# Potencjał bojowy
Potencjał bojowy – uniwersalna miara jakościowo-ilościowa, która pozwala na porównanie możliwości ogniowych i taktycznych różnych typów broni i uzbrojenia i całych oddziałów wojskowych.
Do obliczeń wykorzystuje się wartości współczynników jakościowych uzbrojenia i sprzętu  lub wielkości określone dla typowych struktur organizacyjnych. Jest to liczba niemianowana, która jest sumą iloczynnów ilości posiadanych środków walki i ich współczynników jakościowych. Służy  do obliczania  stosunku sił, jaki uzyska oddział wojskowy wojsk własnych w stosunku do wojsk przeciwnika na określonym obszarze działania.
Do określenia potencjału bojowego wykorzystuje się współczynniki typu parametry taktyczno–techniczne uzbrojenia i sprzętu, odporność wojsk na uderzenia przeciwnika. W celu uzyskania porównywalnych danych za wartość 1,0 przyjmuje się możliwości czołgu T–55.
Przy określaniu potencjału bojowego oddziału wojskowego bierze się pod uwagę wyposażenie oraz struktury organizacyjne.

## Wskaźniki jakościowe
| Jednostkowe wskaźniki jakościowe zasadniczego UiSW SZ RP | Jednostkowe wskaźniki jakościowe zasadniczego UiSW SZ RP |
| Wyszczególnienie                                         | Wskaźnik bojowy                                          |
| -------------------------------------------------------- | -------------------------------------------------------- |
| Czołgi                                                   |                                                          |
| PT−91                                                    | 3,90                                                     |
| T−72                                                     | 3,25                                                     |
| Leopard 2A4                                              | 8,33                                                     |
| Samochody pancerne                                       |                                                          |
| BRDM−2M96                                                | 0,83                                                     |
| BRDM−2M96 IVECO                                          | 0,93                                                     |
| BRDM−2B ŻBIK                                             | 0,94                                                     |
| Bojowe wozy piechoty                                     |                                                          |
| BWP−1/1D                                                 | 1,28                                                     |
| BWP−1D                                                   | 1,20                                                     |
| BWP−1B                                                   | 1,38                                                     |
| Kołowe transportery opancerzone                          |                                                          |
| KTO Rosomak z HTFIST−30P                                 | 2,72                                                     |
| KTO Rosomak z HTFIST−30P i SPIKE                         | 3,63                                                     |
| KTO Rosomak z ZSSW i SPIKE                               | 3.63                                                     |
| KTO Rosomak z ZSSW i SPIKE i SOA                         | 3,84                                                     |